# Fugitive Pieces
Pour plus de détails, voir Fiche technique et Distribution.
Fugitive Pieces est un film dramatique canadien, réalisé en 2007 par Jeremy Podeswa.

## Fiche technique
- Titre : Fugitive Pieces
- Réalisation : Jeremy Podeswa
- Scénario : Jeremy Podeswa, d'après le roman La Mémoire en fuite d'Anne Michaels
- Musique : Nikos Kypourgos
- Production : Robert Lantos
- Photographie : Gregory Middleton
- Montage : Wiebke von Carolsfeld (de)
- Sociétés de production : Cinegram, Strada Films et Serendipity Point Film
- Sociétés de distribution : Maximum Film Distribution (Canada), Samuel Goldwyn Films (en) (États-Unis)
- Budget d'environ 9,5 millions de dollars
- Genre : Drame
- Pays d'origine :  Canada,  Grèce
- Langue : anglais, grec, yiddish, allemand
- Durée : 104 minutes
- Sortie : 
  - Royaume-Uni : 29 mai 2009
  - États-Unis : 6 novembre 2007

## Distribution
- Stephen Dillane (VQ : Yves Soutière) : Jacob Beer
- Rade Šerbedžija (VQ : Denis Bernard) : Athos
- Rosamund Pike (VQ : Valérie Gagné) : Alex
- Ayelet Zurer (VQ : Lisette Dufour) : Michaela
- Robbie Kay : Jacob, jeune
- Ed Stoppard (VQ : Nicolas Charbonneaux-Collombet) : Ben
- Rachelle Lefèvre : Naomi
- Nina Dobrev : Bella
- Themis Bazaka : Mme. Serenou
- Danae Skiadi : Allegra
- Diego Matamoros (VQ : Denis Roy) : Jozef
- Sarah Oreinstein : Sara
- Larrisa Laskin : Irena
- Daniel Kash : Maurice
- Devon Bostick : Ben, adolescent

Légende : VQ = version québécoise